# Pieter Rossouw
Pieter Willem Gabriel Rossouw (Swellendam, 3 de diciembre de 1971) es un exjugador sudafricano de rugby que se desempeñaba como wing.

## Selección nacional
Debutó con los Springboks en junio de 1997 ante los Lions durante su gira por el país y jugó regularmente en ellos hasta 2003. En total disputó 43 partidos y marcó 21 tries (105 puntos).

### Participaciones en Copas del Mundo
Rossouw disputó una Copa del Mundo; Gales 1999 donde contribuyó con un try por el pase a semifinales.
| Mundial                       | Sede  | Resultado     | PJ | Tries |
| ----------------------------- | ----- | ------------- | -- | ----- |
| Copa Mundial de Rugby de 1999 | Gales | Tercer puesto | 3  | 1     |

## Palmarés
- Campeón del Rugby Championship de 1998.
- Campeón de la Currie Cup de 1997, 2000 y 2001.